# Даи (Чэнду)
Даи́ (кит. упр. 大邑, пиньинь Dàyì, буквально: «Большая область») — уезд города субпровинциального значения Чэнду провинции Сычуань (КНР).

## История
Уезд Даи был создан при империи Тан в 671 году путём выделения в отдельный уезд западной части уезда Цзиньюань (晋原县). При империи Мин в 1377 году уезд Даи был присоединён к уезду Цюн (邛县), но в 1380 году восстановлен вновь.
В 1950 году был образован Специальный район Мэйшань (眉山专区), и уезд вошёл в его состав. В 1951 году уезд был передан в состав Специального района Вэньцзян (温江专区). В 1970 году Специальный район Вэньцзян был переименован в Округ Вэньцзян (温江地区). В 1983 году округ Вэньцзян был расформирован, и уезд Даи перешёл под юрисдикцию Чэнду.

## Административное деление
Уезд Даи делится на 1 уличный комитет, 16 посёлков и 3 волости.

## Достопримечательности
В уезде находится исторический город Анжэнь и даосский храмовый комплекс Хэминшань.